# Acetoacetil-KoA reduktaza
Acetoacetil-KoA reduktaza (EC 1.1.1.36, acetoacetil koenzim A reduktaza, hidroksiacil koenzim-A dehidrogenaza, NADP-vezana acetoacetil KoA reduktaza, NADPH:acetoacetil-KoA reduktaza, D(-)-beta-hidroksibutiril KoA-NADP oksidoreduktaza, beta-ketoacetil(acetoacetil)-KoA reduktaza kratkog lanca, beta-ketoacil-KoA reduktaza, D-3-hidroksiacil-KoA reduktaza, (R)-3-hidroksiacil-KoA dehidrogenaza) je enzim sa sistematskim imenom '. Ovaj enzim katalizuje sledeću hemijsku reakciju
()-3-hidroksiacil-KoA + + {\displaystyle \rightleftharpoons } 3-oksoacil-KoA + +

## Literatura
- Nicholas C. Price; Lewis Stevens (1999). Fundamentals of Enzymology: The Cell and Molecular Biology of Catalytic Proteins (Third изд.). USA: Oxford University Press. ISBN 019850229X.
- Eric J. Toone (2006). Advances in Enzymology and Related Areas of Molecular Biology, Protein Evolution (Volume 75 изд.). Wiley-Interscience. ISBN 0471205036.
- Branden C; Tooze J. Introduction to Protein Structure. New York, NY: Garland Publishing. ISBN 0-8153-2305-0.
- Irwin H. Segel. Enzyme Kinetics: Behavior and Analysis of Rapid Equilibrium and Steady-State Enzyme Systems (Book 44 изд.). Wiley Classics Library. ISBN 0471303097.
- William P. Jencks (1987). Catalysis in Chemistry and Enzymology. Dover Publications. ISBN 0486654605.

## Spoljašnje veze
- Acetoacetyl-CoA+reductase на 